# Brunellia propinqua
Brunellia propinqua är en tvåhjärtbladig växtart. Brunellia propinqua ingår i släktet Brunellia och familjen Brunelliaceae.

## Underarter
Arten delas in i följande underarter:
- B. p. propinqua
- B. p. susaconensis